# Peter Norman
Peter George Norman (n. 15 iunie 1942, Melbourne, Victoria, Australia – d. 3 octombrie 2006, City of Hobsons Bay⁠(d), Victoria, Australia) a fost un atlet australian. El a câștigat medalia de argint⁠(d) la 200 de metri⁠(d) la Jocurile Olimpice de Vară din 1968 de la Ciudad de México, cu un timp de 20,06 secunde care rămâne până astăzi record național al Australiei la 200 de metri. A fost de cinci ori campion național al Australiei la 200 m și este cunoscut și pentru sprijinul acordat lui John Carlos și Tommie Smith⁠(d) când au făcut celebrul gest cu pumnul ridicat de la ceremonia de premiere de  la Olimpiada din 1968. Norman este cel de-al treilea atlet, mai puțin cunoscut publicului, din celebra fotografie a salutului „Puterii Negre” de la Olimpiada din 1968.

## Viața timpurie
Norman a crescut într-o familie devotată Armatei Salvării ce trăia la Coburg⁠(d), o suburbie a orașului Melbourne, Victoria, și a fost educat la Școala Southport⁠(d). Inițial ucenic de măcelar, Norman a devenit mai târziu profesor, și a lucrat pentru Departamentul de Sport și Recreere din Victoria, spre sfârșitul vieții sale.
Norman nu era împăcat cu unele aspecte ale credințelor din jurul Armatei Salvării, inclusiv cu concurarea în ziua de Sabat.

## Cariera atletică

### Olimpiada din 1968

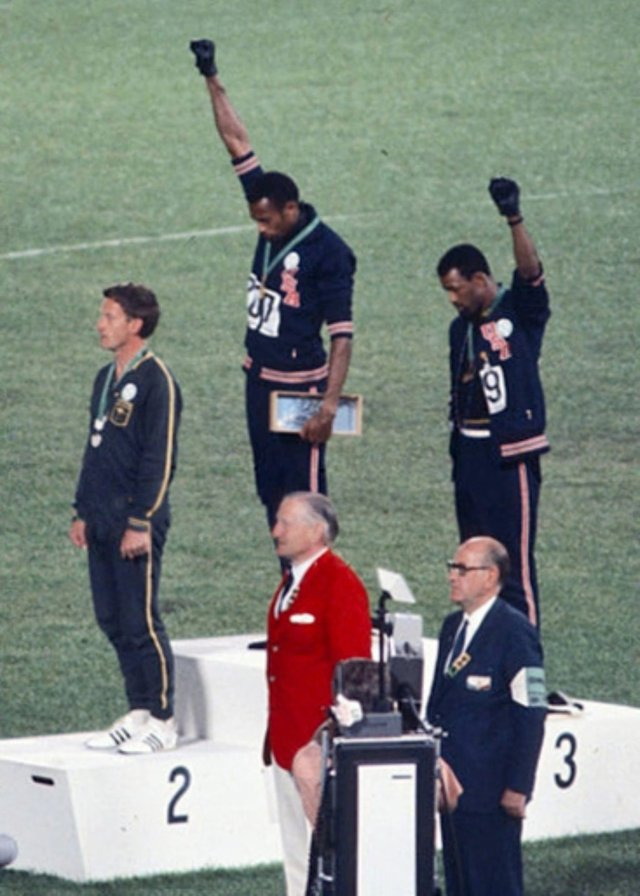
Salutul Black Power al lui John Carlos (dreapta) și. Peter Norman (stânga) poartă o insignă în semn de solidaritate cu cei doi.

Concursul de 200 de metri de la Jocurile Olimpice din 1968 a început la 15 octombrie și s-a terminat la 16 octombrie; Norman a câștigat grupa de calificări cu un timp de 20,17 care a fost pentru scurt timp record olimpic⁠(d). A câștigat sfertul de finală și a ieșit pe locul al doilea în semifinală.
În dimineața de 16 octombrie, atletul american Tommie Smith⁠(d) a câștigat finala la 200 de metri stabilind recordul mondial cu un timp de 19,83 secunde. Norman a terminat al doilea cu un timp de 20,06 s, după ce l-a prins din urmă și l-a depășit pe ultimii metri pe atletul american John Carlos. Carlos a terminat al treilea cu 20,10 s. Timpul lui Norman a fost recordul său personal pe viață și este încă record național al Australiei.
După cursă, cei trei sportivi au urcat pe podiumul de premiere pentru a primi medaliile din partea lui David Cecil⁠(d). Pe podium, în timp ce se intona „The Star-Spangled Banner”, Smith și Carlos au făcut împreună un salut Black Power⁠(d). Ulterior, în autobiografia sa, Tommie Smith a clarificat că a fost un salut pentru drepturile omului, nu Black Power.
Norman a purtat pe podium o insignă prin care susținea Proiectul Olimpic pentru Drepturile Omului⁠(d) (PODO). După finală, Carlos și Smith îi spuseseră lui Norman ce voiau să facă în timpul festivității. Ziaristul Martin Flanagan⁠(d) a scris: „ei l-au întrebat pe Norman dacă crede în drepturile omului. El a spus că da. Apoi l-au întrebat dacă crede în Dumnezeu. Norman, care provenea dintr-o familie ce activa în Armata Salvării, a spus că crede cu tărie în Dumnezeu. Știam că ceea ce voiam să facem este mult mai măreț decât orice performanță atletică. El a spus «am să fiu alături de voi.»” Carlos a spus că se aștepta să vadă frică în ochii lui Norman. În schimb; „[a] văzut iubire”. Pe drumul spre festivitatea de premiere, Norman a văzut insigna PODO pirtată de Paul Hoffman, un alb care făcea parte din echipa de canotaj a SUA, și l-a rugat să i-o împrumute. Norman a fost cel care le-a propus lui Smith și Carlos să poarte fiecare câte o mănușă din aceeași pereche la salutul lor, după ce Carlos își uitase perechea lui în satul olimpic. De aceea Smith a ridicat pumnul drept, iar Carlos pe cel stâng.

### Cariera ulterioară
Norman a renunțat la atletism după decizia autorităților olimpice australiene de a nu trimite niciun sportiv la curse pe distanțe scurte la Olimpiana din 1972, și a început să practice fotbal australian⁠(d). Norman a continuat să alerge, dar în 1985 a făcut cangrenă după ce și-a rupt tendonul lui Ahile într-o cursă de caritate, ceea ce a fost aproape de a duce la amputarea piciorului. Au urmat depresia, alcoolismul și dependența de calmante. Înainte de Olimpiada din 1968, Norman a activat ca antrenor la clubul de fotbal australian din West Brunswick pentru a se menține în formă pe timpul iernii în afara sezonului atletic. După 1968, a jucat 67 de meciuri pentru West Brunswick între 1972 și 1977 și apoi a antrenat o echipă de juniori sub 19 ani în 1978.
Antrenorul lui Norman în timpul carierei atletice a fost Neville Sillitoe⁠(d).

## Moartea
Norman a murit de infarct miocardic la 3 octombrie 2006 la Melbourne la 64 de ani. Federația Americană de Atletism⁠(d) a declarat ziua de 9 octombrie 2006, data înmormântării sale, Ziua Peter Norman. La treizeci și opt de ani după ce cei trei au făcut istorie, Smith și Carlos au ținut cuvântări și au purtat sicriul⁠(d) la înmormântarea lui Norman. La moartea sa, mai trăia a doua sa soție Jan, cu fetele lor Belinda și Emma, prima soție, Ruth, și copiii Gary, Sandra și Janita, și patru nepoți.

## Dezbaterea din Parlament din 2012

### Scuzele
În august 2012, the Parlamentul Australiei⁠(d) a dezbătut o moțiune prin care se prezentau scuze postum lui Norman. 
La 11 octombrie 2012, Parlamentul Australian a adoptat formularea:
| “ | 15 PETER NORMAN Ordinea de zi fiind citită, pentru reluarea dezbaterilor pe tema moțiunii Andrew Leigh⁠(en)[traduceți]— Ca această cameră: (1) să recunoască extraordinarele realizări atletice ale răposatului Peter Norman, care a câștigat medalia de argint la concursul de 200 metri sprint de la Olimpiada din 1968 de la Ciudad de México, cu un timp de 20,06 secunde, care și astăzi este record al Australiei; (2) să recunoască curajul lui Peter Norman care a purtat pe podium o insignă a Proiectului Olimpic pentru Drepturile Omului, în semn de solidaritate cu sportivii afro-americani Tommie Smith și John Carlos, care au efectuat salutul «black power»; (3) să își ceară scuze de la Peter Norman pentru nedreptățile făcute de Australia prin aceea că a refuzat să-l trimită la Olimpiada din 1972 de la München, deși s-a calificat în mod repetat; și (4) să recunoască tardiv rolul jucat de Peter Norman în promovarea egalității rasiale— Dezbatere reluată de Dr Leigh care a propus, ca amendament—omiterea paragrafului (3), înlocuit cu: (3) să își ceară scuze de la Peter Norman pentru tratamentul primit la întoarcerea în Australia, și pentru nerecunoașterea deplină a rolului său de inspirație înainte de moartea sa timpurie în 2006; și Camera Reprezentanților din Australia⁠(en)[traduceți] | ” |

Carlos a spus într-un interviu din 2012:
| “ | Nu există nimeni în toată Australia care să trebuiască cinstit, recunoscut, apreciat mai mult ca Peter Norman pentru umanitarismul lui, pentru caracterul lui, pentru puterea sa și pentru acceptarea rolului de miel sacrificat pe altarul dreptății. | ” |

### Dispute pe tema afirmațiilor din declarația de scuze
Comitetul Olympic Australian⁠(d) a contestat afirmațiile din declarația Parlamentului despre faptul că Norman a plătit prețul pentru susținerea lui Carlos și a lui Smith. COA a făcut următoarele comentarii:
- Norman nu a fost pedepsit de Comitetul Olimpic Australian (COA).[24] El a fost mustrat de către șeful misiunii⁠(d) Julius Patching⁠(d) în seara festivității de premiere și a primit câte bilete a vrut să vadă un meci de hochei.[24]
- Norman nu a fost selecționat pentru Jocurile Olimpice din 1972 de la München întrucât nu a îndeplinit standardul de selecție ce presupunea egalarea sau depășirea standardului olimpic de calificare (20,9)[25] și o performanță creditabilă la Campionatele Australiene de Atletism⁠(d).[26] Norman a obținut timpi de calificare de mai multe ori în anii 1969-1971[27] dar a terminat al treilea la Campionatul Australian din 1972, după Greg Lewis⁠(d) și Gary Eddy⁠(d), cu 21,6.[27] La acea dată, Norman a comentat: „trebuia doar să câștig, chiar și cu un timp slab, și cred că aș fi fost trimis la München”.[28] Norman nu le-a spus celor care făceau selecția că este accidentat la genunchi.[28] Revista Australasian Amateur Athletics' a afirmat că „dilema celor care fac selecția aici a fost cum să-l selecționeze pe Norman și nu pe Lewis. Păcat că Peter nu a câștigat pentru că aceasta ar fi fost unica cerință pentru un bilet la München”.[29]
- În preambulul Jocurilor Olimpice din 2000 de la Sydney, COA a declarat că „Norman a fost implicat în numeroase competiții olimpice în orașul său, Melbourne. El a prezentat câteva echipe pentru COA la Melbourne și a fost pe scenă în costumul de la Ciudad de México 1968 felicitând atleții. A fost recunoscut foarte mult ca sportiv olimpic și prețuit de COA pentru contribuția sa.”[24] Din cauza problemelor legate de costuri, COA nu a avut resurse să-i aducă la Sydney pe toți sportivii olimpici australieni, iar lui Norman i s-au oferit aceleași ocazii de a cumpăra bilete ca și altor sportivi olimpici australieni. COA nu consideră că i se datorează scuze lui Norman.[30]

S-a afirmat că autoritățile americane l-au invitat să participe la Jocurile Olimpice din 2000 de la Sydney după ce au aflat că nu participă.  La 17 octombrie 2003, Universitatea de Stat San Jose⁠(d) a dezvelit o statuie ce comemorează protestul olimpic din 1968; Norman nu a fost inclus în statuie – locul său de pe podium este destinat vizitatorilor care sunt invitați să „ia atitudine” – dar a fost invitat să țină un discurs la ceremonie.

## Amintirea
Matt Norman, nepotul său, a regizat și a produs documentarul lansat în cinematografe Salutul⁠(d) (2008) despre cei trei alergători, prin Paramount Pictures și Transmission Films. În recenzia filmului, publicată în The Sydney Morning Herald⁠(d), Paul Byrnes afirmă că filmul clarifică motivele pentru care Norman a fost alături de cei doi sportivi. Byrnes scrie: „era creștin devotat, crescut în Armata Salvării [și] credea cu pasiune în egalitatea tuturor, indiferent de culoare, credință sau religie—codul olimpic”.
O pictură murală a celor trei pe podium a fost realizată în 2000 în suburbia interioară Newtown a orașului Sydney. Silvio Offria, care a permis unui artist cunoscut doar sub numele de „Donald” să o picteze pe peretele casei sale din Leamington Lane, a spus că Norman a venit să vadă pictura: „a venit și s-a fotografiat, era foarte fericit.” Omagiul monocrom, etichetat „THREE PROUD PEOPLE MEXICO 68,” a fost amenințat cu demolarea în 2010 pentru a face loc unui tunel feroviar dar acum este protejat ca monument de patrimoniu.

## Legături externe
- Cursa de 200 de metri de la Olimpiada din 1968 la YouTube
- Peter Norman – Athletics Australia Hall of Fame Arhivat în 2 aprilie 2015, la Wayback Machine.
- – Peter Norman – Sport Australia Hall of Fame Arhivat în 26 martie 2016, la Wayback Machine.
- Peter Norman la Internet Movie Database
- en Peter Norman la World Athletics
- en Peter Norman la Olympedia.org